# Conventet de Pedralbes
El Conventet de Pedralbes és una obra noucentista de Barcelona protegida com a Bé Cultural d'Interès Local.

## Descripció
El Conventet està situat dins el complex del monestir de Pedralbes, a la baixada del Monestir,2. Se situa en una parcel·la quadrangular que fa cantonada amb aquest i el carrer Bisbe Català i la plaça del Monestir. Es tracta d'un immoble amb planta baixa principal i un pis superior, amb teulada a dues i tres aigües depenent del tram. Aquest edifici, construït a les darreries del primer terç del segle xx, es troba a sobre d'on hi existien vestigis que es remunten als segles xiv i xv.
La façana principal, que mena a la plaça del Monestir i al carrer Bisbe Català, presenta uns trets molt sobris i homogenis. La primera planta té diverses obertures quadrangulars emmotllades, sovint enreixades amb unes complexes forges en garlandes múltiples i successives. Un dels trets més destacables d'aquesta planta són una successió d'arcs de mig punt emmotllats, amb pilars senzills. La segona planta té uns trets similars als de l'anterior, amb el mateix tipus d'obertures, combinades amb d'altres amb balcó. La diferència rau en el fet que els arcs i pilars esmentats suporten aquí un nou espai de l'immoble. El tret més destacable de l'immoble són els esgrafiats que decoren les façanes. A la planta baixa tenen tendència als motius geomètrics, amb rectangles concèntrics a d'altres. A la planta superior, aquests motius són substituïts per d'altres d'un aire més floral, amb garlandes a les llindes de les obertures.
Des de la seva construcció no es perceben canvis substancials en la fesomia d'aquest edifici. A més, el seu estat de conservació s'ha de considerar bo.

## Història
El Conventet era inicialment una dependència del Reial Monestir destinada a residència dels frares, els quals pertanyien a l'orde dels franciscans. Es conserva un claustre gòtic, de localització i de datació incerta però realitzat entre els segles xiv i xv. El claustre, de petites dimensions, té una planta trapezoidal, dues plantes en dues de les ales, i els capitells de les columnes manquen de decoració ornamental. Davant del Monestir es van disposar els graners, corrals i una carnisseria. D'un plànol del recinte monacal realitzat al segle xviii es coneix que al xamfrà de la baixada Monestir amb el carrer Bisbe Català hi hagué un forn, que devia desaparèixer abans del 1905, ja que per una fotografia de l'època es pot comprovar que, en aquells anys, el solar eren hortes. El projecte d'Enric Sagnier, que hom cregué que consistia en l'adaptació de l'antic convent franciscà en residència unifamiliar, en realitat i gràcies a l'esmentada foto, era de nova planta. Integrà una torre de la muralla del monestir i, a l'entrada per la baixada del monestir, s'hi afegiren parts del conjunt de la col·legiata romànica de Santa Maria de Besalú (segle xii) d'important qualitat escultòrica.